# 7 de 6
El 7 de 6 és un castell de 6 pisos d'alçada i 7 persones per pis. Aquesta estructura és de forma composta, amb un 4 de 6 i un 3 de 6 que s'agafa a una de les rengles del quatre, coronat per dues parelles de dosos i dos acotxadors. El castell s'ha fet amb dos enxanetes o amb un sol enxaneta, mètode que resulta més complicat.
Aquest castell encara no s'ha afegit a la Taula de Puntuacions Unificada del concurs de castells de Tarragona.

## Història
És un castell de nova invenció, inèdit als segles xix i xx. Els Margeners de Guissona van assolir-lo per primera vegada a la història el 14 de juny del 2009 a Tàrrega en el marc de la II Mostra d'Entitats del Municipi, estructura que un mes més tard, el 12 de juliol, farien un pis més alt (7 de 7) a la Festa Major de Súria.

## Colles
Actualment hi ha nombroses colles castelleres que han aconseguit descarregar el 7 de 6.
| Colla                                                 | Descarregats | Carregats | Intents   | Intents desmuntats |
| ----------------------------------------------------- | ------------ | --------- | --------- | ------------------ |
| Arreplegats de la Zona Universitària                  | 26           | 0         | 0         | 0                  |
| Bergants del Campus de Terrassa                       | 14           | 0         | 0         | 2                  |
| Bordegassos de Vilanova                               | 6            | 0         | 0         | 0                  |
| Capgrossos de Mataró                                  | 1            | 0         | 0         | 0                  |
| Castellers d'Andorra                                  | 1            | 0         | 0         | 1                  |
| Castellers d'Esparreguera                             | 1            | 0         | 0         | 0                  |
| Castellers d'Esplugues                                | 1            | 0         | 0         | 0                  |
| Castellers de Barcelona                               | 5            | 0         | 0         | 1                  |
| Castellers de Berga                                   | 4            | 0         | 0         | 0                  |
| Castellers de Caldes de Montbui                       | 2            | 0         | 0         | 0                  |
| Castellers de Castellar del Vallès                    | 4            | 0         | 0         | 0                  |
| Castellers de Castelldefels                           | 3            | 0         | 0         | 0                  |
| Castellers de Cerdanyola                              | 2            | 0         | 0         | 0                  |
| Castellers de Cornellà                                | 4            | 0         | 0         | 0                  |
| Castellers de la Sagrada Família                      | 2            | 0         | 0         | 0                  |
| Castellers de la Vila de Gràcia                       | 1            | 0         | 0         | 0                  |
| Castellers de les Roquetes                            | 1            | 0         | 0         | 0                  |
| Castellers de Mallorca                                | 1            | 0         | 0         | 0                  |
| Castellers de Mediona                                 | 2            | 0         | 0         | 0                  |
| Castellers de Mollet                                  | 1            | 0         | 1         | 0                  |
| Castellers de Sabadell                                | 1            | 0         | 0         | 0                  |
| Castellers de Sant Vicenç dels Horts                  | 1            | 0         | 0         | 0                  |
| Castellers de Santpedor                               | 15           | 0         | 0         | 1                  |
| Castellers de Sants                                   | 2            | 0         | 0         | 0                  |
| Castellers de Sarrià                                  | 2            | 0         | 0         | 0                  |
| Castellers de Solsona                                 | 1            | 0         | 0         | 0                  |
| Castellers de Viladecans                              | 1            | 0         | 1         | 0                  |
| Castellers del Foix de Cubelles                       | 1            | 0         | 0         | 1                  |
| Castellers del Poble Sec                              | 1            | 0         | 0         | 0                  |
| Castellers del Prat de Llobregat                      | 2            | 0         | 0         | 0                  |
| Castellers del Riberal                                | 4            | 0         | 0         | 2                  |
| Colla Castellera de Figueres                          | 5            | 0         | 0         | 0                  |
| Colla Castellera de l'Alt Maresme i la Selva Marítima | 7            | 1         | 0         | 0                  |
| Colla Castellera de l'Esquerra de l'Eixample          | 1            | 0         | 0         | 0                  |
| Colla Castellera Jove de Barcelona                    | 14           | 0         | 0         | 1                  |
| Colla Castellera Sant Pere i Sant Pau                 | 2            | 0         | 0         | 0                  |
| Colla Jove de Castellers de Sitges                    | 7            | 0         | 0         | 1                  |
| Colla Jove de l'Hospitalet                            | 1            | 0         | 0         | 0                  |
| Colla Jove Xiquets de Vilafranca                      | 1            | 0         | 0         | 0                  |
| Colla Joves Xiquets de Valls                          | 3            | 0         | 0         | 0                  |
| Emboirats de la Universitat de Vic                    | 6            | 0         | 0         | 3                  |
| Esperxats de l'Estany                                 | 7            | 0         | 0         | 0                  |
| Ganàpies de la UAB                                    | 37           | 1         | 1         | 2                  |
| Margeners de Guissona                                 | 3            | 0         | 0         | 0                  |
| Matossers de Molins de Rei                            | 1            | 0         | 0         | 0                  |
| Minyons de l'Arboç                                    | 4            | 0         | 0         | 1                  |
| Moixiganguers d'Igualada                              | 3            | 0         | 0         | 0                  |
| Nens del Vendrell                                     | 3            | 0         | 0         | 0                  |
| Nois de la Torre                                      | 2            | 0         | 0         | 0                  |
| Passerells del TCM                                    | 3            | 0         | 0         | 0                  |
| Pataquers de la URV                                   | 5            | 0         | 1         | 0                  |
| Sagals d'Osona                                        | 1            | 0         | 0         | 0                  |
| Tirallongues de Manresa                               | 1            | 0         | 0         | 0                  |
| Trempats de la UPF                                    | 1            | 0         | 0         | 0                  |
| Vailets de Gelida                                     | 1            | 0         | 0         | 0                  |
| Vailets de l'Empordà                                  | 1            | 0         | 0         | 0                  |
| Xicots de Vilafranca                                  | 5            | 0         | 0         | 0                  |
| Xics de Granollers                                    | 2            | 0         | 0         | 0                  |
| Xiquets de Cambrils                                   | 3            | 0         | 0         | 0                  |
| Xiquets de Reus                                       | 1            | 0         | 0         | 0                  |
| Xiquets de Tarragona                                  | 2            | 0         | 0         | 0                  |
| Xiquets de Vila-seca                                  | 1            | 0         | 0         | 0                  |
| Xiquets del Serrallo                                  | 7            | 0         | 0         | 0                  |
| Xoriguers de la UdG                                   | 17           | 0         | 0         | 2                  |
| Total castells: 297                                   | 271 (91,25%) | 2 (0,67%) | 4 (1,35%) | 20 (6,73%)         |

## Variants

### Amb l'agulla
El 7 de 6 amb l'agulla és una construcció d'estructura composta formada per una estructura de set central que es fa amb un pilar de 4 a l'interior del castell, dins de l'estructura del quatre. Així, després de fer les dues aletes del set, al desmuntar el tronc del castell, queda al descobert un pilar de 4.
Es tracta d'un castell inèdit als segles xix i xx. Durant el segle xxi només tres colles l'han assolit. Fou intentat i descarregat per primera vegada el 20 de desembre de 2018 per la colla castellera universitària Ganàpies de la UAB. El 2023 fou intentat i descarregat pels Salats de Súria, essent aquesta la primera vegada que ho assolia una colla convencional. El 2024 els Castellers del Foix de Cubelles van descarregar-lo a la Diada de Molins de Rei, essent, fins aleshores, la tercera colla en aconseguir-ho.

### Amb agulles
El 7 de 6 amb agulles és una construcció d'estructura composta formada per una estructura de set central que es fa amb dos pilars de 4 simultanis a l'interior del castell, un dins de l'estructura del quatre i l'altre dins del tres. Així, després de fer les dues aletes, al desmuntar el tronc del castell, queden al descobert dos pilars de 4. Es tracta d'un castell inèdit als segles XIX i XX, que fou inventat i descarregat per primera vegada el 13 de novembre del 2011 per la Colla Jove Xiquets de Vilafranca.

### Net
El 7 de 6 net és una variant del 7 de 6 normal que es fa sense el suport de la pinya. Com la resta de castells sense pinya, es tracta d'un castell que no se sol veure gaire a les places, ja que normalment les colles el fan a l'assaig com a prova prèvia de tronc i pom de dalt per fer el 7 de 7, el mateix castell amb un pis superior.